# Chá Gorreana

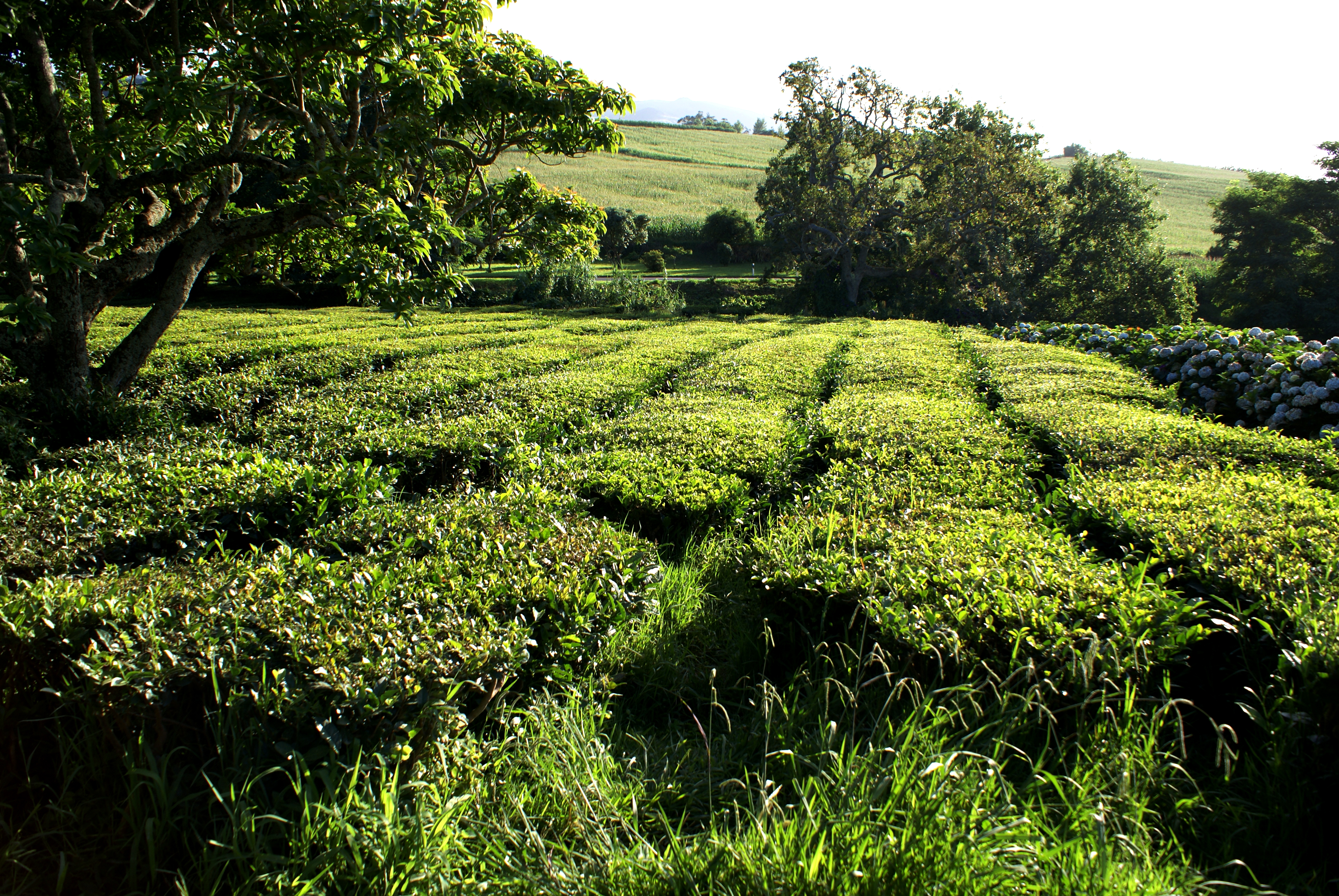
Chá Gorreana

Chá Gorreana ist eine Tee-Fabrik in Gorreana (Gemeinde Maia, Kreis Ribeira Grande) auf der portugiesischen Azoren-Insel São Miguel.
Chá Gorreana (Chá ist im Portugiesischen die Bezeichnung für Tee) ist neben dem nahe gelegenen Chá Porto Formoso die einzige Teefabrik Portugals. Sie sind die einzigen Teefabriken innerhalb der Europäischen Union. Die Plantagen liegen auf der Insel-Nordseite im Kreis (Concelho) von Ribeira Grande.
Die Teekultur kam im Jahr 1878 durch zwei Chinesen aus Macau auf die Azoren. Es gibt aber Vermutungen, dass die Camellia sinensis bereits um 1750 nach São Miguel gebracht wurde. Dokumentiert ist die Einfuhr von Samen der Teepflanze aus Brasilien für das Jahr 1820 durch den Miguelenser Jacinto Leite. Das milde Klima der Insel mit über das ganze Jahr verteiltem Regen ohne Frost und wenig zu intensivem Sonnenschein ist ideal.
Im Bereich Gorreana gibt es saure Lehmböden, Voraussetzung für duftenden Tee mit angenehmem Nachgeschmack. Das Anwesen umfasst 32 Hektar. Produziert wird ökologisch ohne Verwendung von Pestiziden, Herbiziden und Fungiziden.
Die Vermarktung erfolgt überwiegend auf dem Festland Portugals. Hergestellt werden Schwarzer Tee der Sorten Orange Pekoe, Pekoe und Broken Leaf sowie Grüner Tee der Sorte Hysson. Die gesamte Produktion beläuft sich, wetterabhängig, auf rund 40 Tonnen.